# 雄安城际站
雄安城际站是位于中国河北省雄安新区启动区核心区域的城际铁路站点，是中国“八纵八横”高铁网京昆通道（雄忻高速铁路）的重要交通节点，是雄安新区东西轴线的重要组成部分、重要交通枢纽，承担着京津冀城际客流联系的重要作用。雄安城际站站场规模4台6线，总建筑面积约16万平米（含咽喉区、风井及进出口设施），站台长度450m，位于安新县小王营村庄东侧，S334省道北侧。距离安新县城约9公里，距离昝岗组团约20公里，距离北京大兴国际机场约55公里，距离天津西站约107公里，距离北京西站约104公里，距离石家庄站约168公里。

## 设计规划
雄安城际站站场规模4台6线，总建筑面积约16万平米（含咽喉区、风井及进出口设施），站台长度450m。雄安城际站为全地下车站，地下一层为城市慢行层，地下二层为交通换乘层，地下三层为站台层。国铁、地铁、汽车、公交等进站后将驶入地下空间，将地面空间留给城市商业和景观绿化。雄安城际站深埋地下，为了让旅客感受到自然光线，拟在地上建设一条长约 465 米、最宽处 82米、最高处23.55 米上下贯通的采光通廊。
雄安城际站规划为雄安新区的主客站，是新区“三主两辅”客站体系中的“一主”，承担着京津冀城际联系的重要作用。雄安城际站枢纽占地面积约19万平方米，地下总建设规模约30万平方米（不含国铁和地铁的地下站台层），其中高铁和地铁站厅层规模约9万平方米，其他配套规模约20万平方米，包含轨道交通工程、配套工程、配套地面综合体建筑工程、综合管廊工程。轨道交通工程主要包括M1、M2线及轨道交通车站；配套工程主要包括地下交通配套工程、地下环路工程、地下公共空间、地下空间开发等工程；配套地面建筑包括城际站地面设施及雄安集市商业开发设施，枢纽片区建筑高度不高于25米；地下综合管廊综合考虑铁路、地铁、地下环路及相关地下综合管廊的竖向及平面关系。
雄安城际站枢纽地下空间将与北侧的雄安国贸中心、中化、华能总部以及建设中的中央商务区通过地下城市通廊互联互通。

## 轨道交通
轨道交通工程主要包括M1、M2线及R1线车站。